# (7571) Weisse Rose
Pour les articles homonymes, voir Weisse.
(7571) Weisse Rose est un astéroïde de la ceinture principale.

## Description
(7571) Weisse Rose est un astéroïde de la ceinture principale. Il fut découvert le 7 mars 1989 à Tautenburg par Freimut Börngen. Il présente une orbite caractérisée par un demi-grand axe de 3,10 UA, une excentricité de 0,15 et une inclinaison de 2,2° par rapport à l'écliptique.
Il est nommé en l'honneur du groupe de résistants allemands La Rose blanche.

## Compléments